# Thomas Møller-Pedersen
Thomas Møller-Pedersen (4 de febrero de 1958) es un expiloto de motociclismo danés, que compitió en el Campeonato del Mundo de Motociclismo entre 1982 y 1987.

## Biografía
Su debut en el Campeonato del Mundo de Motociclismo fue en el Gran Premio de Austria de 1982 a bordo de una MBA, cilindrada y marca con la que evolucionará toda su carrera en el Circo Continental. En 1983, debutó de forma extraordinario con un quinto lugar en el Gran Premio de Francia, aunque serían los únicos puntos que conseguiría durante la temporada. Paralelamente, también disputa el Campeonato europeo de los 125 cc con un octavo lugar en Italia que lo colocará en la 28.ª posición del campeonato. En los siguientes años en el marco europeo, obtuvo 5 puntos en Finlandia que le hacen obtener el 24.º del campeonato Europeo mientras que en 1985, realiza su primera temporada completa cosechando un séptimo lugar final del campeonato de Europa.
Su temporada en 1986 mejoraría su clasificación en el Europeo con el sexto lugar con un podio en Assen. Su última temporada acabaría sin puntuar en el Mundial y con un 19.º puesto en el Europeo de 125cc de 1987.

## Resultados en el Campeonato del Mundo
Sistema de puntuación desde 1969 hasta 1987:
| Posición | 1.º | 2.º | 3.º | 4.º | 5.º | 6.º | 7.º | 8.º | 9.º | 10.º |
| Puntos   | 15  | 12  | 10  | 8   | 6   | 5   | 4   | 3   | 2   | 1    |

### Carreras por año
(Carreras en negrita indica pole position; Carreras en cursiva indica vuelta rápida)
| Año  | Clase | Moto | 1     | 2      | 3      | 4      | 5      | 6       | 7       | 8       | 9       | 10     | 11      | 12      | 13     | Pts. | Pos. |
| ---- | ----- | ---- | ----- | ------ | ------ | ------ | ------ | ------- | ------- | ------- | ------- | ------ | ------- | ------- | ------ | ---- | ---- |
| 1982 | 125cc | MBA  | ARG - | AUT 21 | FRA -  | ESP -  | NAT -  | NED -   | BEL -   | YUG -   | GBR -   | SWE -  | FIN -   | CZE -   |        | 0    | -    |
| 1983 | 125cc | MBA  |       | FRA 5  | NAT -  | GER -  | SPA 23 | AUT DNQ | YUG -   | NED DNQ | BEL -   | GBR -  | SWE -   | SWE 17  |        | 6    | 19.º |
| 1985 | 125cc | MBA  |       | SPA 23 | GER 23 | NAT -  | AUT 19 |         | NED 21  | BEL 18  | FRA Ret | GBR 22 | SWE Ret | RSM DNQ |        | 0    | -    |
| 1986 | 125cc | MBA  | SPA - | NAT 13 | GER 12 | AUT 13 |        | NED 21  | BEL DNQ | FRA -   | cGBR -  | SWE 12 | RSM DNQ | BDW 26  |        | 0    | -    |
| 1987 | 125cc | MBA  |       | SPA 24 | GER 24 | NAT 25 | AUT 25 |         | NED -   | FRA Ret | GBR 18  | SWE 17 | CZE 21  | RSM DNQ | POR 19 | 0    | -    |